# Fluoranthène
Le fluoranthène est un hydrocarbure aromatique polycyclique dérivant structurellement d'un naphtalène lié à un benzène par deux liaisons simples formant avec celui-ci un cycle pentagonal. Il s'agit donc d'un HAP dit non alternant, isomère structurel du pyrène, qui est, lui, un HAP alternant ; les électrons π ne sont pas délocalisés dans l'ensemble de la molécule, contrairement au pyrène, qui est, pour cette raison, plus stable que le fluoranthène. 
Comme son nom l'indique, il présente une fluorescence induite par les ultraviolets.
Le fluoranthène est un polluant cancérogène inscrit sur la liste des cancérogènes du groupe 3 du CIRC considéré comme l'un des plus nocifs[réf. nécessaire].

## Production et synthèse
Le fluoranthène est extrait du goudron par distillation.